# (17062) Bardot
Pour les articles homonymes, voir Bardot.
(17062) Bardot est un astéroïde de la ceinture principale.

## Description
(17062) Bardot est un astéroïde de la ceinture principale. Il fut découvert par le programme LONEOS de l'observatoire Lowell le 10 avril 1999 à la station Anderson Mesa. Il présente une orbite caractérisée par un demi-grand axe de 3,1513 UA, une excentricité de 0,0285 et une inclinaison de 4,2633° par rapport à l'écliptique.
La citation du MPC dit pour cet astéroïde :

« Brigitte Bardot (b. 1934) is a French movie star and a leading spokesperson for animal rights. »

soit en français,

« Brigitte Bardot (née en 1934) est une actrice française de cinéma et une porte-parole de premier plan des droits des animaux. »

## Compléments